# Gevlekte draakvis
De Gevlekte draakvis (Hydrolagus colliei) is een vis uit de familie kortneusdraakvissen.

## Kenmerken
Het dier heeft een onbeschubde, glibberige huid, een wanstaltig grote kop en een onderstandige mond met grote maalkiezen. Het lichaam is donkerbruin of grijsachtig met een zweem van groen, geel of blauw. Op de flanken bevinden zich zilverwitte vlekjes. Tussen de ogen heeft het dier een intrekbaar, knotsvormig aanhangsel, dat vermoedelijk een rol speelt bij de balts. De vis kan een lengte bereiken van 95 cm en een gewicht van 2 tot 6 kg.

## Leefwijze
Het voedsel van dit traag zwemmende dier bestaat hoofdzakelijk uit ongewervelden en bodemvissen, die ze op de zeebodem vangen. Als ze worden aangevallen, zullen ze zich verdedigen met hun gifstekel.

## Voortplanting
Een legsel bestaat meestal uit 2 tot 5 eieren, die verpakt zijn in een lang, spoelvormig eikapsel.

## Verspreiding en leefgebied
De vis komt voor in de Grote Oceaan en met name in de open wateren rond Canada, de Verenigde Staten en Mexico. De soort komt voor in kustwateren op diepten van 0 tot 913 m maar wordt meestal aangetroffen tussen de 100 tot 913 m.

## Relatie met de mens
Vroeger werden zeekatten gevangen voor de olie uit de lever, waarvan smeerolie werd geproduceerd voor machines en wapens, maar tegenwoordig hebben deze dieren geen commerciële waarde meer.